# رولينغ ستون
رولينغ ستون (بالإنجليزية: Rolling Stone)‏ هي مجلة أمريكية تصدر كل أسبوعين مخصصة للموسيقى والسياسية الليبرالية والثقافة الشعبية. تأسست في سان فرانسيسكو عام 1967 من قبل يان وينر -الذي مازال رئيس تحرير المجلة- والناقد الموسيقي رالف غليسون.
رولينغ ستون معروفة بتغطيتها السياسية الغامضة والمثيرة للجدل والتي بدأت في سبعينيات القرن الماضي. في 1990 غيرت المجلة من شكلها وذلك لتستهدف القراء الشباب وذلك عن طريق وضع مواد يهتمون بها مثل المسلسلات التلفزيونية والأفلام السينمائية ونجومها والموسيقى الشائعة. هذا أدى إلى انتقادها وذلك لتفضيلها الشكل «ستايل» على المضمون. المجلة الآن معروفة بتغطيتها السياسية الليبرالية القوية، ومرجع لعشاق الموسيقى للحصول على المراجعات والمقالات المتعلقة بها.
في السنوات الأخيرة وسعت المجلة من تغطيتها وأستخدمت طريقة المحتوى المتنوع، متضمنة مقالات سياسية عميقة. وتغطية لقضايا المالية والبنكية. كنتيجة لذلك أزدادت شهرتها وأصبح مراسلوها خبراء يتم أستضافتهم في البرامج التلفازية.

## وصلات خارجية
- موقع المجلة (بالإنجليزية)